# Cars Toons
Cars Toons ― американський мультсеріал, створений компанією Pixar. У ньому представлені головні герої Блискавка Маккуїн та Сирник з франшизи «Тачки» неканонічно за оригінальним сюжетом. Дивовижні автомобілі з франшизи «Тачок» представлені в цих особливих коротких пригодах. Ларрі Кейбл Гай знову грає роль Сирника, тоді як Кіт Ферґюсон замінює Оуена Вілсона голосом Блискавки МакКвіна (до серії «The Radiator Springs 500 ½», коли Вільсон відтворює свою роль).
Прем'єра мультсеріалу відбулася 27 жовтня 2008 року на телеканалах «Disney Channel», «Toon Disney» та «ABC Family». Мультсеріал закінчився 20 травня 2014 року, показавши серію «The Radiator Springs 500 ½» ставши останньою історію у цьому серіалі.

## Сюжет

### Байки Сирника (Mater's Tall Tales)
Кожен епізод починається фразою Сирника: «Так дай но мені в зуби, якщо брешу» (англ. If I'm lyin', I'm cryin'!) (в серіях, «Повітряний Сирник», та «Сирник Часогонщик») та зроблений за формулою класичної байки: Сирник розповідає Блискавці МакКвіну про якусь подію зі свого життя. Подія переміщується в місце, де був Сирник в цей момент. Практично у всіх байках Сирник потрапляє у складну ситуацію. Виявляється, що Маккуїн також є учасником подій, та у будь який раз чемпіон перегонів допомагає Сирнику виплутатися з проблеми (і навіть при цьому сам нерідко потраплає у біду). МакКвін не вірить у байки Сирника, але у кінці кожної серії йому доводиться переконуватися в їх правдивості, наприклад, коли у реальному житті перед ним з'являються персонажі байок.

### Історії з Радіаторного Раю (Tales from Radiator Springs)
Усі серії «Cars Toons» у «Історіях з Радіаторного Раю» просто слідують комедійним витівкам і пригодам МакКвіна, Сирника та їхніх друзів у їхньому рідному місті «Радіаторному Раю», слідуючи подіям мультфільму «Тачки 2».

## Озвучування
| Персонаж (оригінальне ім'я)           | Оригінальне озвучення                        |
| ------------------------------------- | -------------------------------------------- |
| Сирник (Mater)                        | Ларрі Кейбл Гай                              |
| Блискавка МакКвін (Lightning McQueen) | Кейт Ферґюсон (2008―2013) Оуен Вілсон (2014) |
| Філлмор (Fillmore)                    | Георг Карлін (2009) Ллойд Шерр (2013―2014)   |
| Луїджі (Luigi)                        | Тоні Шалуб                                   |
| Гуїдо (Guido)                         | Гуїдо Квароні                                |
| Шериф (Sheriff)                       | Міхаель Уелліс                               |
| Ліззі (Lizzie)                        | Кетрін Хелмонд                               |
| Міа (Mia)                             | Ліндсі Коллінс                               |
| Тіа (Tia)                             | Елісса Кнайт                                 |

## Розробка
Після успіху мультфільму «Тачки», виробництво «Байок Сирника» розпочалося в 2006 році. Перші дев'ять короткометражок були зроблені студіями «Pixar» і «Walt Disney Television Animation», тоді як усі наступні короткометражки були виготовлені дочірньою компанією «Pixar», «Pixar Канада».

## Факти
- Прем'єра серії «Tokyo Mater» у кінотеатрах США разом з мультфільмом «Вольт» відбулася 12 грудня 2008 року.
- Саллі та Майк із фільму 2001 року «Корпорація Монстрів» (також зроблений студією «Pixar») епізодично з'явилися в «Tokyo Mater».
- Короткометражка «Tokyo Mater», це перше використовування студіями «Disney» та «Pixar» анімації «Disney Digital 3D»[2].
- Юрій Коваленко, який озвучив Сирника українською у всій франшизі «Тачок», взяв участь в озвученні Сирника російською у перших трьох серіях «Байок Сирника».